# Синянская, Людмила Петровна
Людмила Петровна Синянская (7 июня 1933, Москва — 20 апреля 2013, Испания) — российский переводчик испанской и латиноамериканской литературы.

## Биография
Закончила романо-германское отделение филологического факультета МГУ (1956). В 1956—1959 годах работала редактором в ВИНИТИ, в 1962—1970 годах — редактором репертуарной коллегии Управления театров министерства культуры СССР, выпускала пьесы зарубежных авторов. В 1972—1992 годах — консультант по литературе Испании, Португалии и Латинской Америки в Иностранной комиссии Союза писателей СССР. В 1990—1995 годах — консультант по русской литературе испанского издательства Сиркуло де Лекторес. В последние годы большую часть времени жила в Испании.
Печатается с 1959 года, первая публикация — перевод романа Хуана Гойтисоло Прибой.
Член Союза писателей Москвы.

## Творчество
Переводила прозу и драматургию. В её переводах опубликованы такие авторы, как Алехо Карпентьер, Пабло Неруда, Габриэль Гарсиа Маркес, Хулио Кортасар, Марио Варгас Льоса, Мигель Отеро Сильва, Хуан Карлос Онетти, Хорхе Луис Борхес, Мануэль Васкес Монтальбан, Карлос Рохас, Лоренсо Сильва, а также опубликованы и поставлены на сцене драмы Антонио Буэро Вальехо, Х. Х. Алонсо Мильяна.
Публиковала мемуарную прозу в журналах и газетах (Знамя, Литературная газета, Новая газета).